# Феліпе Міньямбрес
Феліпе Міньямбрес Фернандес (ісп. Felipe Miñambres Fernández, нар. 29 квітня 1965, Асторга, Іспанія) — іспанський футболіст, що грав на позиції півзахисника. По завершенні ігрової кар'єри — тренер.
Виступав, зокрема, за клуб «Тенерифе», а також національну збірну Іспанії.

## Клубна кар'єра
Народився 29 квітня 1965 року в місті Асторга. Вихованець футбольної школи клубу «Атлетіко» Асторга. Дорослу футбольну кар'єру розпочав 1984 року в команді того «Самора», в якій провів один сезон.
1985 року перейшов до складу команди «Спортінг» (Хіхон), виступаючи спочатку за команду дублерів, а згодом, з 1987 року і за основну команду. За два роки перебування у складі першої команди взяв участь у 38 матчах чемпіонату та забив 9 голів.
1989 року перейшов до клубу «Тенерифе», за який відіграв 10 сезонів. Більшість часу, проведеного у складі «Тенерифе», був основним гравцем команди. Завершив професійну кар'єру футболіста у цій же команді у 1999 році.

## Виступи за збірну
13 грудня 1989 року дебютував у складі національної збірної Іспанії у товариському матчі проти Швейцарії. Протягом кар'єри у національній команді провів у формі головної команди країни 6 матчів, забивши 2 голи.
У складі збірної був учасником чемпіонату світу 1994 року у США.

## Кар'єра тренера
Розпочав тренерську кар'єру відразу ж по завершенні кар'єри гравця, 1999 року, очоливши тренерський штаб клубу «Тенерифе».
2003 року став головним тренером команди «Саламанка», тренував клуб з Саламанки два роки.
Протягом тренерської кар'єри також очолював команди клубів «Еркулес», «Аліканте» та «Льєйда».
Наразі останнім місцем тренерської роботи був клуб «Райо Вальєкано», головним тренером команди якого Феліпе Міньямбрес був протягом 2010 року.

## Тренерська статистика
Станом на 14 січня 2017
| Команда          | Країна  | З               | По              | Показники | Показники | Показники | Показники | Показники | Показники | Показники | Показники | Показники |
| Команда          | Країна  | З               | По              | І         | В         | Н         | П         | ГЗ        | ГП        | ГР        | В %       |           |
| ---------------- | ------- | --------------- | --------------- | --------- | --------- | --------- | --------- | --------- | --------- | --------- | --------- | --------- |
| «Тенерифе»       | Іспанія | 3 жовтня 1999   | 10 жовтня 1999  | 1         | 0         | 1         | 0         | 1         | 1         | +0        | 00.00     |           |
| «Еркулес»        | Іспанія | 25 березня 2002 | 17 березня 2003 | 46        | 16        | 18        | 12        | 53        | 41        | +12       | 34,78     |           |
| «Саламанка»      | Іспанія | 1 липня 2003    | 6 березня 2005  | 72        | 19        | 26        | 27        | 86        | 90        | −4        | 26,39     |           |
| «Аліканте»       | Іспанія | 13 лютого 2006  | 30 червня 2006  | 19        | 9         | 8         | 2         | 27        | 12        | +15       | 47,37     |           |
| «Льєйда»         | Іспанія | 1 липня 2006    | 31 січня 2007   | 23        | 8         | 10        | 5         | 25        | 17        | +8        | 34,78     |           |
| «Райо Вальєкано» | Іспанія | 15 лютого 2010  | 20 червня 2010  | 18        | 6         | 4         | 8         | 31        | 26        | +5        | 33,33     |           |
| Усього           | Усього  | Усього          | Усього          | 179       | 58        | 67        | 54        | 223       | 187       | —         | 32,40     |           |